# Laura Palmer (singel Bastille)
Laura Palmer – utwór brytyjskiego indierockowego zespołu Bastille, który znalazł się na ich debiutanckim albumie studyjnym pt. Bad Blood. Utwór wydany został 3 czerwca 2013 roku przez wytwórnię Virgin Records jako piąty singel z debiutanckiej płyty. Twórcą tekstu piosenki jest Dan Smith, który wraz z Markiem Crew zajął się jego produkcją. Do singla nakręcono także teledysk, a jego reżyserią zajął się Austin Peters.

## Pozycje na listach przebojów
| Kraj              | Lista (2013)            | Pozycja |
| ----------------- | ----------------------- | ------- |
| Australia         | Top 50 Singles          | 26      |
| Belgia (Flandria) | Ultratop 50             | 12      |
| Irlandia          | Top 50 Singles          | 29      |
| Polska            | Airplay Top 20          | 8       |
| Stany Zjednoczone | Hot Rock Songs          | 29      |
| Szkocja           | Scottish Singles Top 40 | 30      |
| Wielka Brytania   | Singles Top 100         | 42      |